# Hugh De Lacy (polityk)
Emerson Hugh De Lacy (ur. 9 maja 1910 w Seattle, zm. 19 sierpnia 1986 w Soquel) – amerykański polityk, członek Partii Demokratycznej.

## Działalność polityczna
W okresie od 3 stycznia 1945 do 3 stycznia 1947 przez jedną kadencję był przedstawicielem 1. okręgu wyborczego w stanie Waszyngton w Izbie Reprezentantów Stanów Zjednoczonych.